# سیکس شوتر کانیون (آریزونا)
سیکس شوتر کانیون (به انگلیسی: Six Shooter Canyon) یک منطقهٔ مسکونی در ایالات متحده آمریکا است که در آریزونا واقع شده‌است. سیکس شوتر کانیون ۷٫۵۵ کیلومتر مربع مساحت و ۱۴٬۷۹۷ نفر جمعیت دارد و ۱٬۱۳۹٫۹۷ متر بالاتر از سطح دریا واقع شده‌است.